# Melón (kommunhuvudort)
Melón är en kommunhuvudort i Spanien.   Den ligger i provinsen Provincia de Ourense och regionen Galicien, i den nordvästra delen av landet, 400 km nordväst om huvudstaden Madrid. Melón ligger 470 meter över havet och antalet invånare är 1 569.
Terrängen runt Melón är lite bergig. Runt Melón är det ganska glesbefolkat, med 38 invånare per kvadratkilometer. Närmaste större samhälle är Ribadavia, 6,6 km nordost om Melón. I omgivningarna runt Melón växer i huvudsak blandskog.